# Collegio di Brent North
Brent North è stato un collegio elettorale situato nella Grande Londra, e rappresentato alla Camera dei comuni del Parlamento del Regno Unito. Eleggeva un membro del parlamento con il sistema first-past-the-post, ossia maggioritario a turno unico; il collegio è stato abolito in occasione della revisione periodica del 2024.

## Estensione
- 1974–1983: i ward del borgo londinese di Brent di Fryent, Kenton, Kingsbury, Preston, Queensbury, Roe Green, Sudbury, Sudbury Court, Tokyngton, Town Hall e Wembley Park.
- 1983–1997: i ward del borgo londinese di Brent di Barnhill, Fryent, Kenton, Kingsbury, Preston, Queensbury, Roe Green, St Andrew's, Sudbury e Sudbury Court.
- 1997–2010: i ward del borgo londinese di Brent di Barnhill, Fryent, Kenton, Kingsbury, Preston, Queensbury, Roe Green, Sudbury e Sudbury Court.
- 2010-2024: i ward del borgo londinese di Brent di Alperton, Barnhill, Fryent, Kenton, Northwick Park, Preston, Queensbury, Sudbury e Wembley Central.

Quasi tutti i restanti ward del London Borough of Brent erano nel collegio di Brent Central, con l'eccezione dei ward di Brondesbury Park, Kilburn e Queens Park, che formavano parte del collegio di Hampstead and Kilburn.

## Membri del parlamento
| Elezione | Elezione | Deputato         | Partito          |
| -------- | -------- | ---------------- | ---------------- |
|          | Feb 1974 | Rhodes Boyson    | Conservatore     |
|          | 1997     | Barry Gardiner   | Laburista        |
|          | 2024     | Collegio abolito | Collegio abolito |

## Elezioni

### Elezioni negli anni 2010
| Partito                    | Partito                                | Candidato                  | Risultati 12 dicembre 2019 | Risultati 12 dicembre 2019 |
| Partito                    | Partito                                | Candidato                  | Voti                       | %                          |
| -------------------------- | -------------------------------------- | -------------------------- | -------------------------- | -------------------------- |
|                            | Laburista                              | Barry Gardiner             | 26 911                     | 51,87                      |
|                            | Conservatore                           | Anjana Patel               | 18 832                     | 36,30                      |
|                            | Lib Dem                                | Paul Lorber                | 4 065                      | 7,84                       |
|                            | Brexit                                 | Suzie O'Brien              | 951                        | 1,83                       |
|                            | Verdi                                  | Simon Rebbitt              | 850                        | 1,64                       |
|                            | Indipendente                           | Noel Coonan                | 169                        | 0,33                       |
|                            | Indipendente                           | Elcena Jeffers             | 101                        | 0,19                       |
|                            |                                        |                            |                            |                            |
| Iscritti                   | Iscritti                               | Iscritti                   | 83 788                     | 100,00                     |
| ↳ Votanti (% su iscritti)  | ↳ Votanti (% su iscritti)              | ↳ Votanti (% su iscritti)  | 51 879                     | 61,92                      |
| ↳ Astenuti (% su iscritti) | ↳ Astenuti (% su iscritti)             | ↳ Astenuti (% su iscritti) | 31 909                     | 38,08                      |
|                            |                                        |                            |                            |                            |
|                            | Esito: collegio confermato a Laburista |                            |                            |                            |

| Partito                    | Partito                                | Candidato                  | Risultati 8 giugno 2017 | Risultati 8 giugno 2017 |
| Partito                    | Partito                                | Candidato                  | Voti                    | %                       |
| -------------------------- | -------------------------------------- | -------------------------- | ----------------------- | ----------------------- |
|                            | Laburista                              | Barry Gardiner             | 35 496                  | 62,89                   |
|                            | Conservatore                           | Ameet Jogia                | 18 435                  | 32,66                   |
|                            | Lib Dem                                | Paul Lorber                | 1 614                   | 2,86                    |
|                            | Verdi                                  | Michaela Lichten           | 660                     | 1,17                    |
|                            | Indipendente                           | Elcena Jeffers             | 239                     | 0,42                    |
|                            |                                        |                            |                         |                         |
| Iscritti                   | Iscritti                               | Iscritti                   | 82 520                  | 100,00                  |
| ↳ Votanti (% su iscritti)  | ↳ Votanti (% su iscritti)              | ↳ Votanti (% su iscritti)  | 56 444                  | 68,40                   |
| ↳ Astenuti (% su iscritti) | ↳ Astenuti (% su iscritti)             | ↳ Astenuti (% su iscritti) | 26 076                  | 31,60                   |
|                            |                                        |                            |                         |                         |
|                            | Esito: collegio confermato a Laburista |                            |                         |                         |

| Partito                    | Partito                                | Candidato                  | Risultati 7 maggio 2015 | Risultati 7 maggio 2015 |
| Partito                    | Partito                                | Candidato                  | Voti                    | %                       |
| -------------------------- | -------------------------------------- | -------------------------- | ----------------------- | ----------------------- |
|                            | Laburista                              | Barry Gardiner             | 28 351                  | 54,28                   |
|                            | Conservatore                           | Luke Parker                | 17 517                  | 33,53                   |
|                            | Lib Dem                                | Paul Lorber                | 2 607                   | 4,99                    |
|                            | UKIP                                   | Alan Craig                 | 2 024                   | 3,87                    |
|                            | Verdi                                  | Scott Bartle               | 1 539                   | 2,95                    |
|                            | Indipendente                           | Elcena Jeffers             | 197                     | 0,38                    |
|                            |                                        |                            |                         |                         |
| Iscritti                   | Iscritti                               | Iscritti                   | 82 259                  | 100,00                  |
| ↳ Votanti (% su iscritti)  | ↳ Votanti (% su iscritti)              | ↳ Votanti (% su iscritti)  | 52 235                  | 63,50                   |
| ↳ Astenuti (% su iscritti) | ↳ Astenuti (% su iscritti)             | ↳ Astenuti (% su iscritti) | 30 024                  | 36,50                   |
|                            |                                        |                            |                         |                         |
|                            | Esito: collegio confermato a Laburista |                            |                         |                         |

| Partito                    | Partito                                | Candidato                  | Risultati 6 maggio 2010 | Risultati 6 maggio 2010 |
| Partito                    | Partito                                | Candidato                  | Voti                    | %                       |
| -------------------------- | -------------------------------------- | -------------------------- | ----------------------- | ----------------------- |
|                            | Laburista                              | Barry Gardiner             | 24 514                  | 46,87                   |
|                            | Conservatore                           | Harshadbhai Patel          | 16 486                  | 31,52                   |
|                            | Lib Dem                                | James Allie                | 8 879                   | 16,98                   |
|                            | Indipendente                           | Atiq Malik                 | 734                     | 1,40                    |
|                            | Verdi                                  | Martin Francis             | 725                     | 1,39                    |
|                            | UKIP                                   | Sunita Webb                | 380                     | 0,73                    |
|                            | Brent North Needs An Independent MP    | Jannen Vamadeva            | 333                     | 0,64                    |
|                            | Democratici                            | Arvind Tailor              | 247                     | 0,47                    |
|                            |                                        |                            |                         |                         |
| Iscritti                   | Iscritti                               | Iscritti                   | 83 945                  | 100,00                  |
| ↳ Votanti (% su iscritti)  | ↳ Votanti (% su iscritti)              | ↳ Votanti (% su iscritti)  | 52 298                  | 62,30                   |
| ↳ Astenuti (% su iscritti) | ↳ Astenuti (% su iscritti)             | ↳ Astenuti (% su iscritti) | 31 647                  | 37,70                   |
|                            |                                        |                            |                         |                         |
|                            | Esito: collegio confermato a Laburista |                            |                         |                         |

### Elezioni negli anni 2000
| Partito                    | Partito                                | Candidato                  | Risultati 5 maggio 2005 | Risultati 5 maggio 2005 |
| Partito                    | Partito                                | Candidato                  | Voti                    | %                       |
| -------------------------- | -------------------------------------- | -------------------------- | ----------------------- | ----------------------- |
|                            | Laburista                              | Barry Gardiner             | 17 420                  | 48,82                   |
|                            | Conservatore                           | Bob Blackman               | 11 779                  | 33,01                   |
|                            | Lib Dem                                | Havard M. Hughes           | 5 672                   | 15,90                   |
|                            | Peace and Progress                     | Babar Ahmad                | 685                     | 1,92                    |
|                            | Rainbow Dream Ticket                   | Rainbow George Weiss       | 126                     | 0,35                    |
|                            |                                        |                            |                         |                         |
| Iscritti                   | Iscritti                               | Iscritti                   | 60 172                  | 100,00                  |
| ↳ Votanti (% su iscritti)  | ↳ Votanti (% su iscritti)              | ↳ Votanti (% su iscritti)  | 35 682                  | 59,30                   |
| ↳ Astenuti (% su iscritti) | ↳ Astenuti (% su iscritti)             | ↳ Astenuti (% su iscritti) | 24 490                  | 40,70                   |
|                            |                                        |                            |                         |                         |
|                            | Esito: collegio confermato a Laburista |                            |                         |                         |

| Partito                    | Partito                                | Candidato                  | Risultati 7 giugno 2001 | Risultati 7 giugno 2001 |
| Partito                    | Partito                                | Candidato                  | Voti                    | %                       |
| -------------------------- | -------------------------------------- | -------------------------- | ----------------------- | ----------------------- |
|                            | Laburista                              | Barry Gardiner             | 20 149                  | 59,37                   |
|                            | Conservatore                           | Philip Allott              | 9 944                   | 29,30                   |
|                            | Lib Dem                                | Paul Lorber                | 3 846                   | 11,33                   |
|                            |                                        |                            |                         |                         |
| Iscritti                   | Iscritti                               | Iscritti                   | 58 789                  | 100,00                  |
| ↳ Votanti (% su iscritti)  | ↳ Votanti (% su iscritti)              | ↳ Votanti (% su iscritti)  | 33 939                  | 57,73                   |
| ↳ Astenuti (% su iscritti) | ↳ Astenuti (% su iscritti)             | ↳ Astenuti (% su iscritti) | 24 850                  | 42,27                   |
|                            |                                        |                            |                         |                         |
|                            | Esito: collegio confermato a Laburista |                            |                         |                         |

## Risultati dei referendum

### Referendum sulla permanenza del Regno Unito nell'Unione europea del 2016
|             | Collegio    | Lasciare UE % | Rimanere in UE % |
| ----------- | ----------- | ------------- | ---------------- |
|             | Brent North | 43,0%         | 57,0%            |
|             | Inghilterra | 53,3%         | 46,7%            |
| Regno Unito | 51,9%       | 48,1%         |                  |